# Улица Юрия Гагарина (Тбилиси)
Улица Юрия Гагарина (груз. იური გაგარინის ქუჩა) — улица в Тбилиси, расположенная в районе Сабуртало, проходит от площади Зураба Жвания до проспекта Маршала Геловани.

Министерство автомобильного транспорта

## История
Ещё в начале XX века район улицы представлял собой загородской пустырь. Улица проложена в 1950-х годах.
Первоначально называлась улицей Колхети. В 1968 году ей было присвоено имя первого космонавта в мире Юрия Гагарина (1934—1968).

## Достопримечательности
На улице расположено здание бывшего Министерства автомобильных дорог, которое включено в список лучших построек мира, опубликованный в 1982 году в США. 
На перекрёстке улицы Гагарина и правого берега Мтквари стоит скульптурная композиция «Тигр и юноша».